# Йирмисекиззаде Мехмед Саид-паша
Йирмисекиззаде Мехмед Саид-паша, ранее — Мехмед Саид-Эфенди (тур. Yirmisekizzade Mehmed Said Paşa; ? — октябрь 1761) — османский государственный деятель и дипломат, великий визирь Османской империи (25 октября 1755 — 1 апреля 1756).

## Биография
Сын османского дипломата Йирмисекиза Мехмеда-Эфенди (? — 1732), посла Османской империи во Франции в 1720—1721 годах. Он сопровождал своего отца во время этой первой миссии в качестве его личного секретаря. Говорят, что он наслаждался французской культурой и образом жизни, а также свободно говорил по-французски.
В 1730 и 1732 годах Мехмед Саид-эфенди дважды совершал дипломатические поездки в Российскую империю. В 1733 году возглавлял османское посольство в Швецию и Речь Посполитую. В Швеции он сменил Мустафу-агу на посту османского посла. Его предшественник в Швеции Мустафа-ага был послан для того, чтобы попытаться взыскать долги, взятые королем Карлом XII во время его нахождения в османских владениях. В 1734 году парламент Швеции согласился признать долги Карла XII в обмен на договор о торговле с Портой, который был подписан 10 января 1737 года в Стамбуле. Швеция, в качестве остатка долга, предложила туркам-османам линейный корабль из 70 пушек и 30 000 ядер.
Затем Мехмед Саид-паша исполнял обязанности бейлербея Румелии. В 1742 году он возглавил османское посольство во Францию.
С 25 октября 1755 по 1 апреля 1756 года Йирмисекиззаде Мехмед Саид-паша занимал должность великого визиря Османской империи. После отставки он был сослан на остров Кос. Вскоре он был назначен наместником Ханьи на Крите, а в апреле 1757 году получил должность губернатора эялета Египет. В январе 1759 года Мехмед Саид-паша был переведен на должность губернатора Аданы, а затем стал наместником Коньи.
В 1761 году Мехмед Саид-паша был назначен губернатором Мараша, где в октябре того же 1761 года он скончался.